# James Nelson Barker
James Nelson Barker (* 17. Juni 1784 in Philadelphia, Pennsylvania; † 9. März 1858 in Washington, D.C.) war ein US-amerikanischer Dramatiker und Politiker.
Barker verfasste Komödien und historische Dramen. Er verarbeitete Themen aus der amerikanischen Geschichte und erzielte damit eine gewisse zeitgenössische Popularität. Das Melodram The indian princess thematisierte den Mythos um die Indianerin Pocahontas und war eines der ersten amerikanischen Stücke, das hauptsächlich amerikanische Ureinwohner behandelte. 1812 nahm er am Britisch-Amerikanischen Krieg teil. 1817 beendete er seinen Militärdienst und wurde in das Board of Aldermen der Stadt Philadelphia aufgenommen. Von 1819 bis 1821 war er Bürgermeister der Stadt; die Wiederwahl blieb ihm versagt und er wurde wieder Alderman (Beigeordneter). Schriftstellerisch erschien lediglich noch ein Stück, The tragedy of superstition, welches von der puritanischen Epoche Neuenglands handelt. Von 1838 bis zu seinem Tod arbeitete er beim Finanzministerium der Vereinigten Staaten.

## Werke (Auswahl)
- Tears and smiles (1807)
- The indian princess; or, La belle sauvage (1808)
- The armourer's escape; or, Three years at Nootka Sound (1817)
- The tragedy of superstition (1826)